# 潘閏秋
潘閏秋（？年—？年），字？，山東省濟寧縣人，貢生，雍正十年八月十七日（1732年）到任四川鄰水縣知縣，縣誌讚賞他「清慎剛決，輯盜安民，嘗作勸民條約，邑人懷之」。